# 人骨礼拜堂
49°57′42.439″N 15°17′17.35″E / 49.96178861°N 15.2881528°E

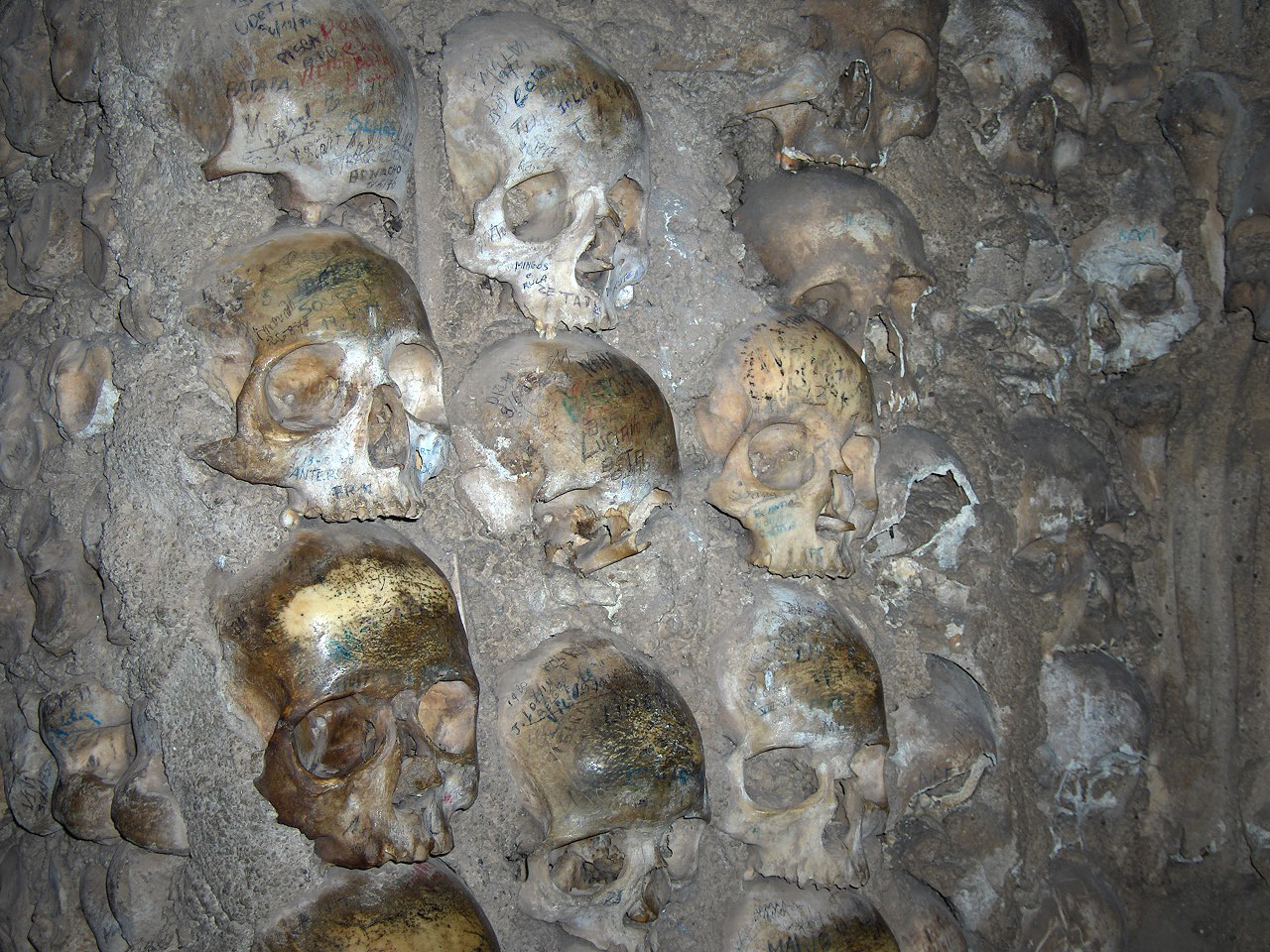
頭骨特寫

人骨礼拜堂（Capela dos Ossos），位於葡萄牙埃武拉市（Évora），建于十七世纪，属于天主教聖方濟天主堂（Igreja de São Francisco）的一部分。其长度约为3×18.70米、宽度为11米，是巴洛克风格的建筑。

## 起源
创建者为一位半盲的修士，1511年時他为了传达“人生短暂”的宗教意念用教堂墓地里大约五千具尸骨搭建起了这座礼拜堂。
1703 - 1710年間，當時購得了該小堂的業主僱用了專人改建，使得個小堂的人骨裝飾擴大了許多。
在礼拜堂入口的横梁上，更刻著一条令人心寒的标语「我们的尸骨在此等待你们的尸骨」（“Nós ossos que aqui estamos pelos vossos esperamos”）。

## 外觀

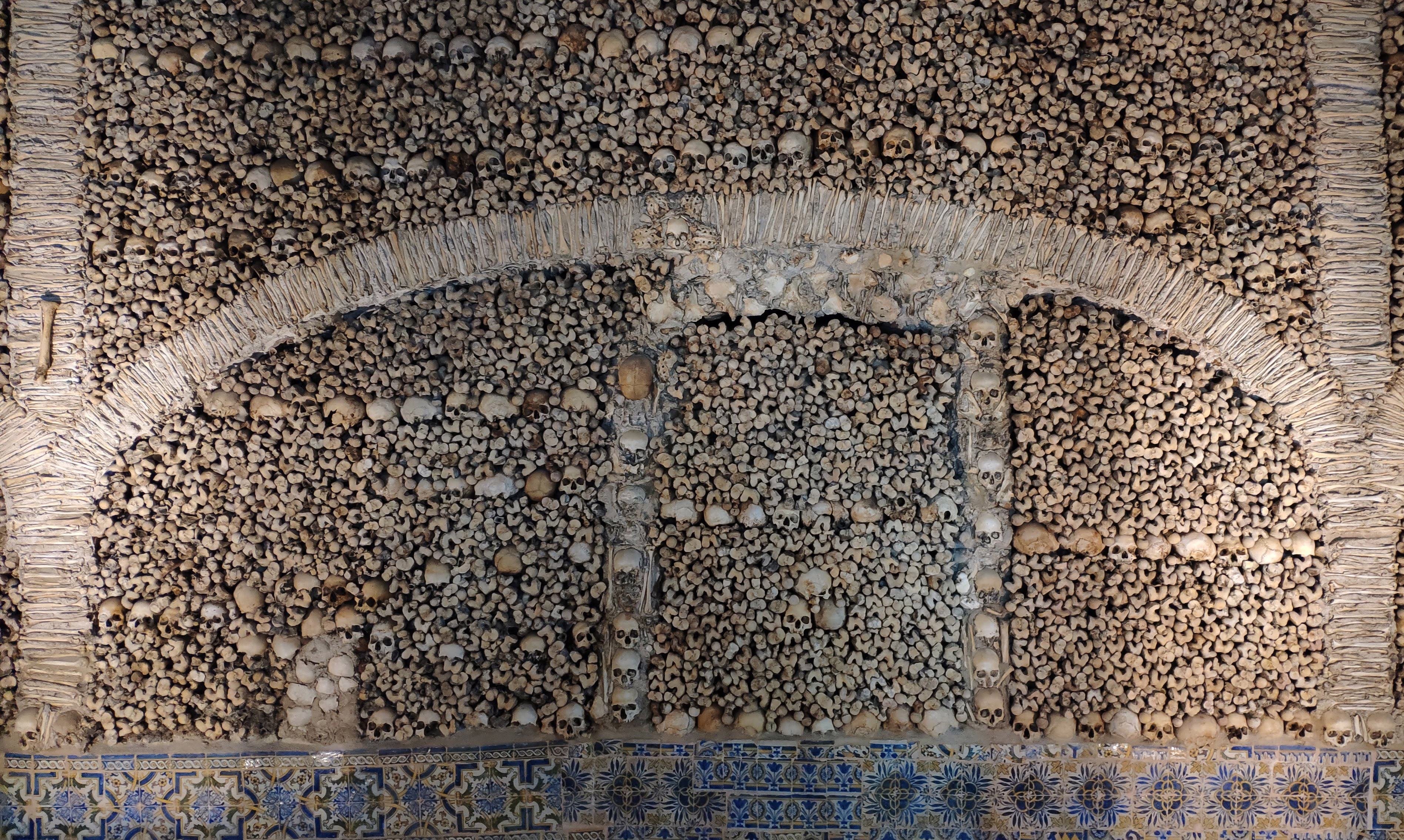
骷髏被人用鐵鏈懸掛着

阴暗的礼拜堂内更令人毛骨悚然：两壁和八条厅柱完全由人骨镶成。白色的拱形天花绘有以死亡为主题的图案并由颅骨排列点缀。墙壁主要由肢骨镶嵌水泥而成，分别有两种排法：肢骨插入墙体或横镶在墙上，也有许多颅骨不规则镶嵌其中。厅柱为四方柱体，柱面由肢骨横向垒成，柱边颅骨纵向排列。室内右壁吊有一具大人和一具男婴的骷髅。

## 圖片

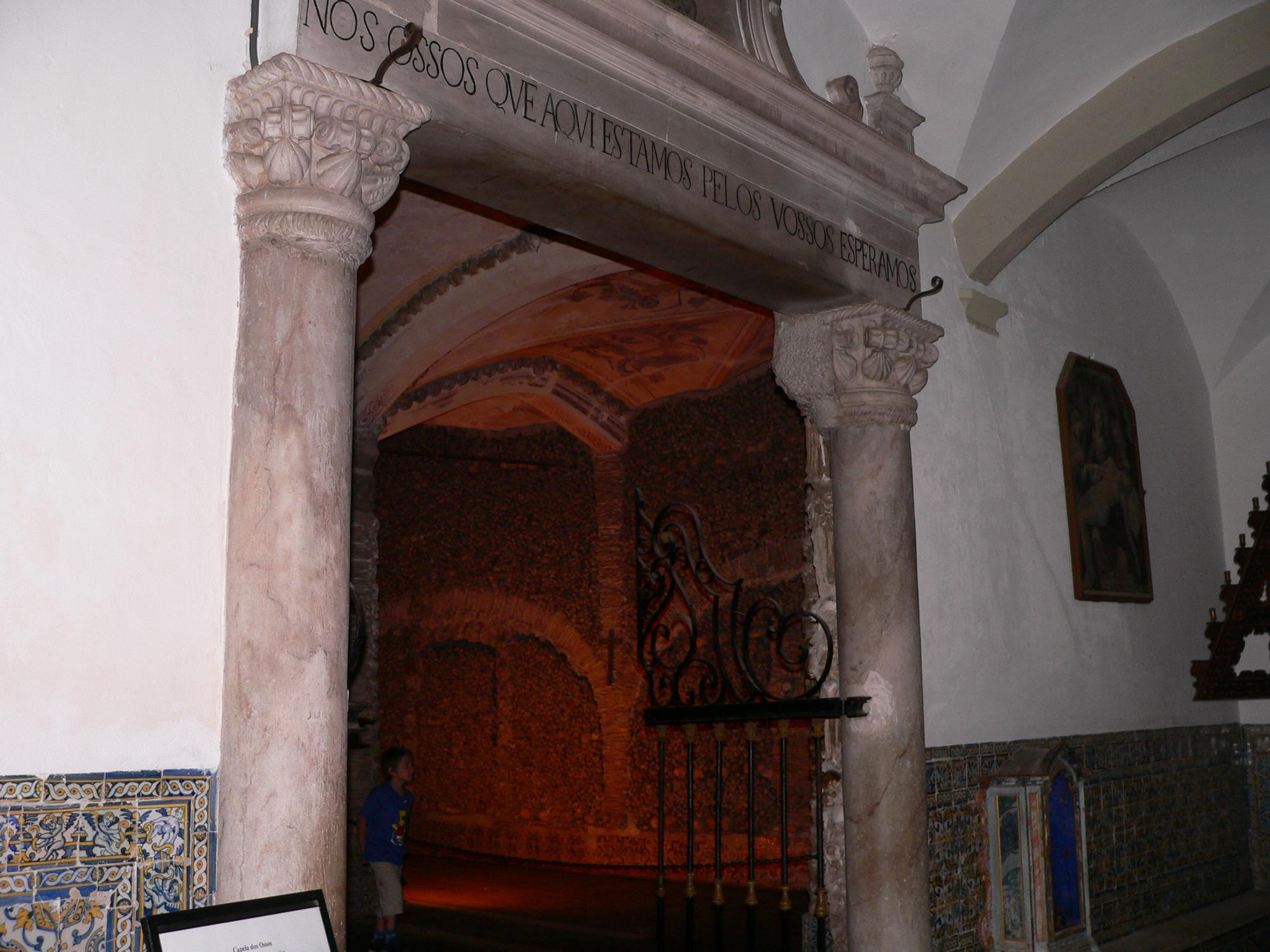
人骨礼拜堂的入口
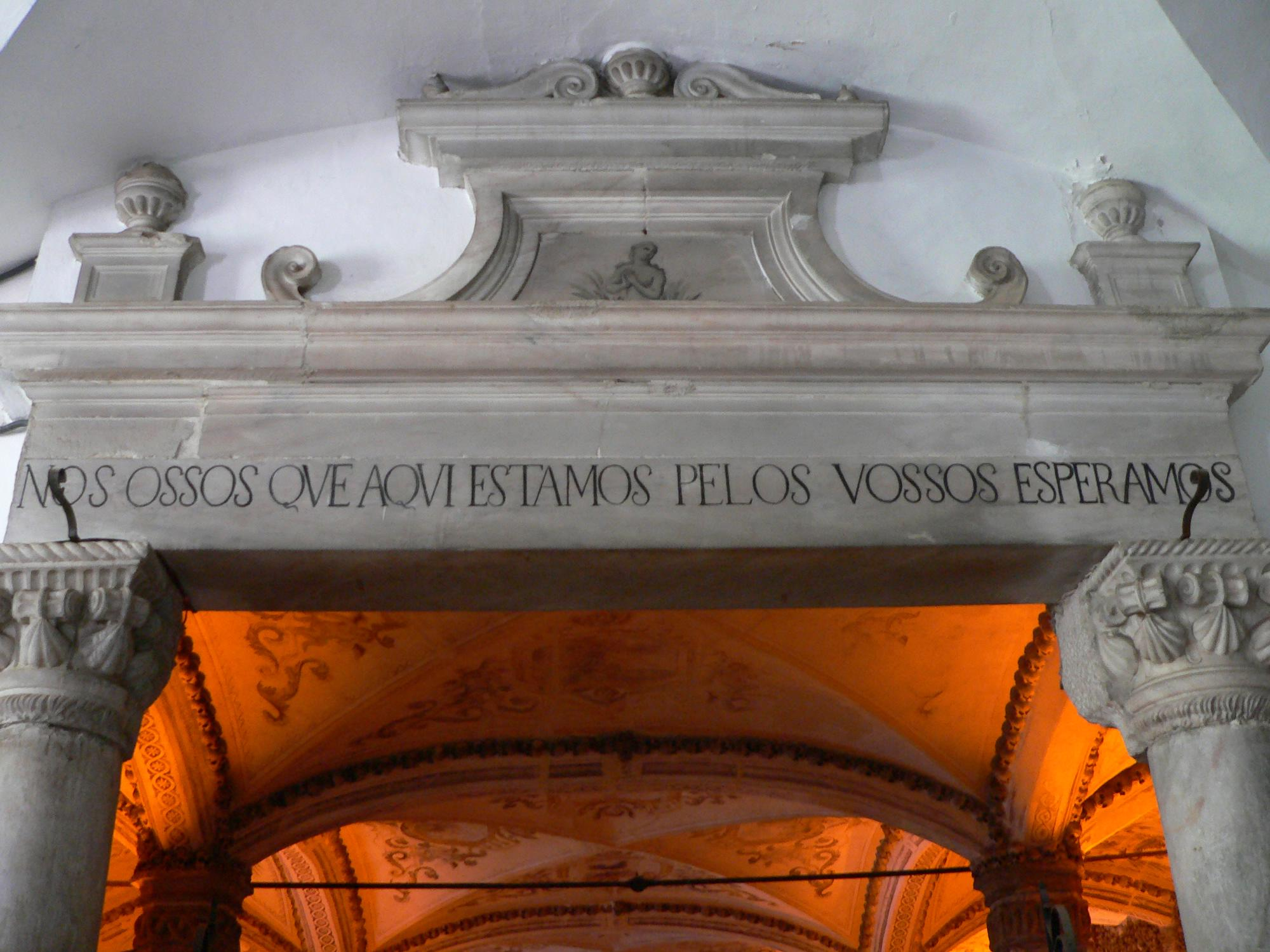
礼拜堂入口的警告語句（我们尸骨在此等待你们的尸骨）
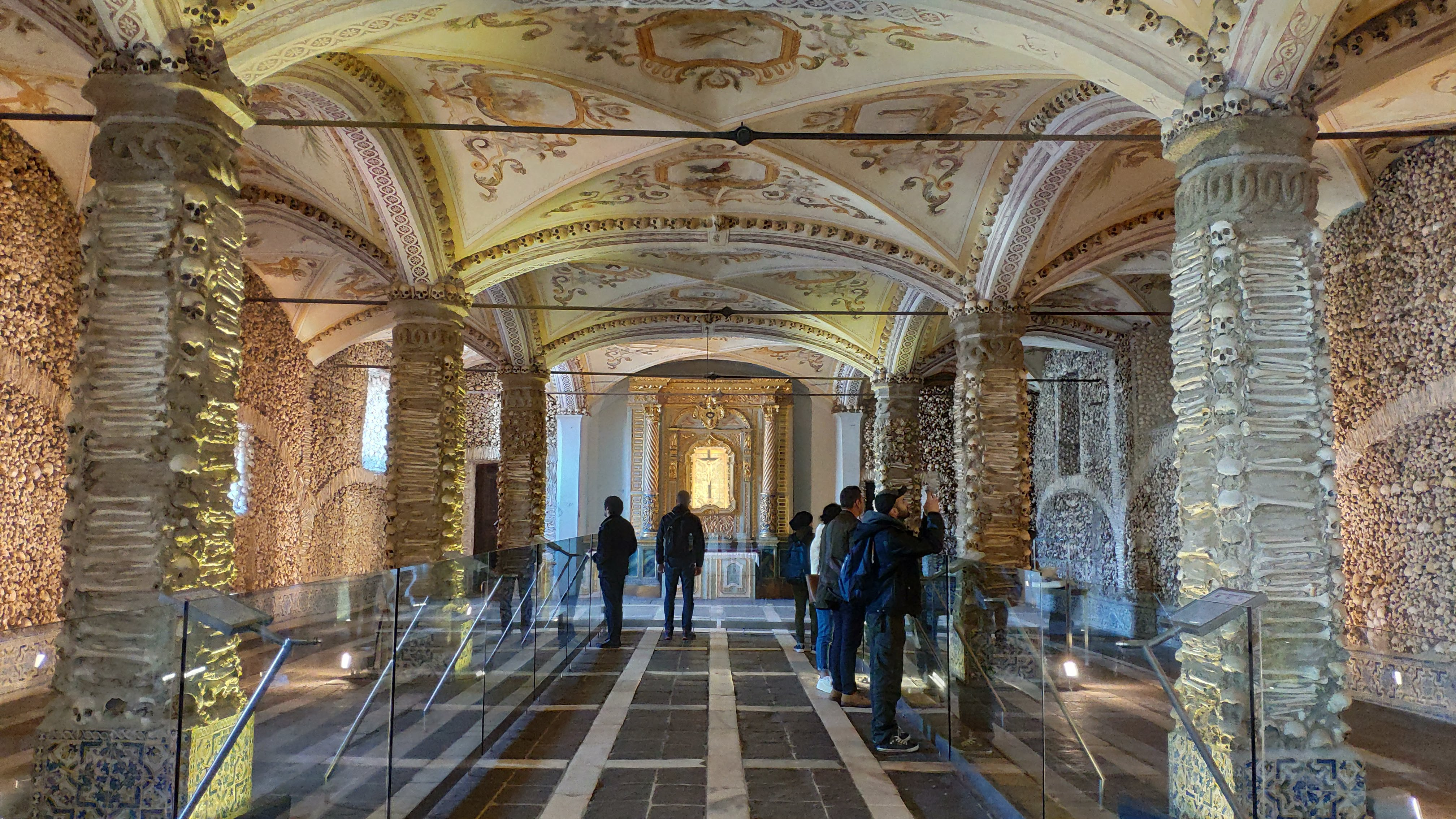
礼拜堂內部
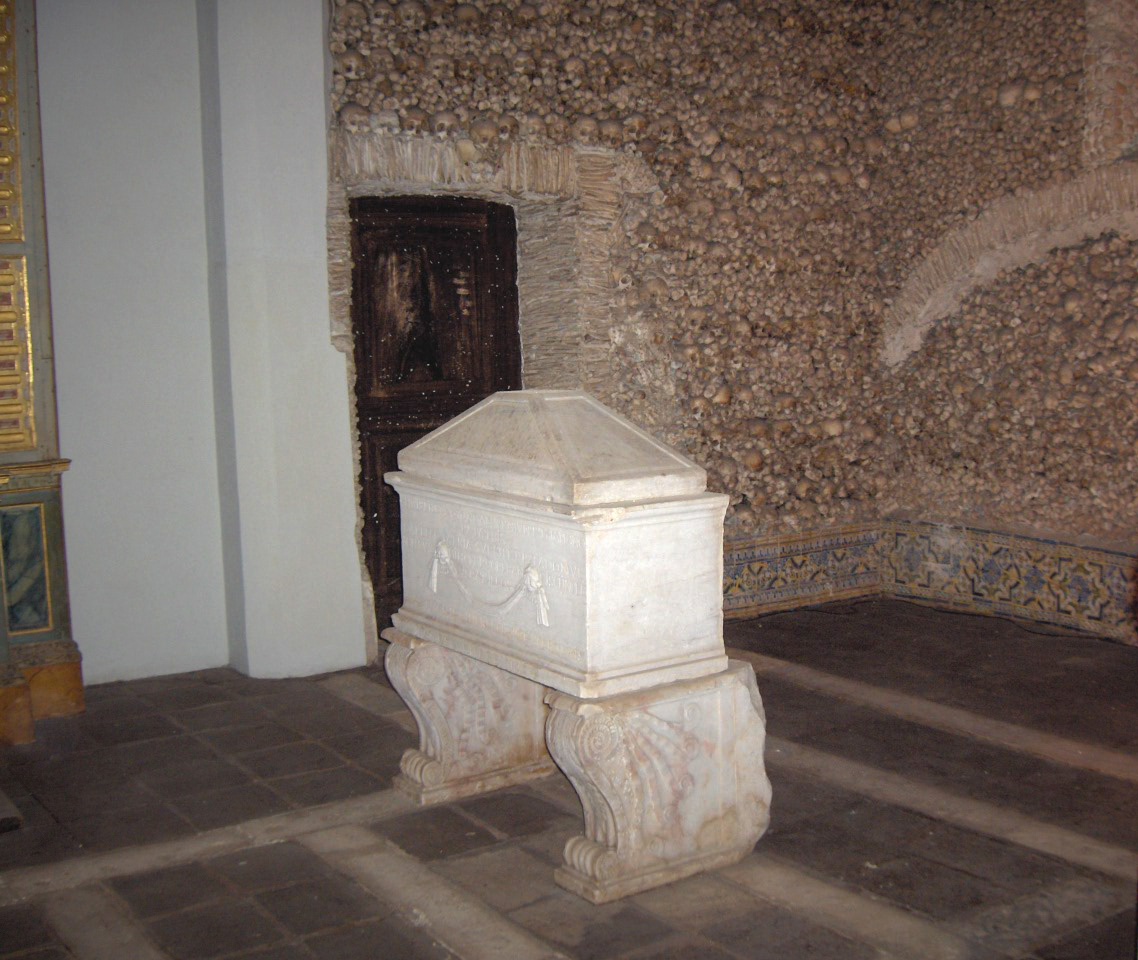
藏骨堂

## 外部連結
- Capela dos Ossos （页面存档备份，存于）官方網站